# Ross Hunter (wioślarz)
Ross Hunter (ur. 13 lipca 1981 w Londynie) – brytyjski wioślarz.

## Osiągnięcia
- Mistrzostwa Świata Juniorów – Płowdiw 1999 – czwórka ze sternikiem – 1. miejsce[1].
- Mistrzostwa Świata – Eton 2006 – czwórka podwójna wagi lekkiej – 4. miejsce[1].
- Mistrzostwa Świata – Poznań 2009 – dwójka bez sternika wagi lekkiej – 5. miejsce[1].